# USB stick
USB stick ili USB štapić (USB stick je standardni naziv na njemačkom i potječe od engleske riječi stick štap, dok su na engleskom u upotrebi uglavnom nazivi koji sadrže riječ drive, npr. standardni pojam USB flash drive ili razgovorni pojmovi pen drive i thumb drive, a rjeđi su izrazi data stick, USB stick i sl.) općenito označava kompaktni elektronički uređaj koji se preko univerzalne serijske sabirnice (USB) povezuje s drugim uređajem, npr. računalom. Pri tomu je USB utičnica (uglavnom tip A) obično izravno, odn. bez dodatnoga kabela spojena s kućištem. Često se pod ovim izrazom podrazumijeva najčešća inačica uređaja - USB memorijski stick. 
Zahvaljujući razvoju tehnologije od 2000-tih izvorni USB štapić se danas može smanjiti na veličinu koja gotovo odgovara USB priključku. Iz razloga lakše upotrebljivosti i radi smanjivanja mogućnosti gubljenja USB štapići se uglavnom i dalje proizvode u prvotnom obliku te se sastoje od USB utikača i dodatne drščice. 

## Primjena
Jedna od najčešćih primjena USB štapića je kao memorijski uređaj koji pripada u skupinu USB memorije, tako da se naziv USB stick u razgovornom jeziku uglavnom koristi u tom značenju. Ovi nosači podataka za memoriranje koriste flash memoriju.

Slični uređaji s dodatnom funkcijom su MP3 playeri kako pokazuje primjer iPod shufflea. Na tržištu su također mali čitači memorijskih kartica, koji se nude kao adapeteri za memorijske kartice ili kao memorijski štapići čija se memorija može izmjenjivati ili dopunjavati. 
U upotrebi su također i prijamni uređaji za digitalni radio (npr. DVB-T-stick) kao i kompaktni uređaji za konvertiranje podataka, npr. analognih video i audio signala. Osim memorijskih uređaja za opću upotrebu postoje i uređaji koji ugrađenu memoriju koriste samo za internu namjenu. To su npr. uređaji za zaštitu identiteta ili sigurnosni tokeni. Osim toga postoje uređaji za bilježenje podataka npr. klimatskih parametara ili protokoliranje lokacije preko GPS-a.